# La Couronne cachée
La Couronne cachée est le 13e album de la série de bande dessinée La Patrouille des Castors dessiné par MiTacq, aidé par Adolphe Tacq, sur un scénario de Jean-Michel Charlier. Il est prépublié dans le journal Spirou entre janvier et juin 1964, puis est publié sous forme d'album en 1965. Il constitue un diptyque avec Le Chaudron du Diable. C'est la première fois dans l'histoire de la série qu'une histoire s'étale sur deux albums.

## Univers

### Synopsis
Les scouts de la Patrouille des Castors campent en Autriche, non loin de la frontière avec la Braslavie, un pays dictatorial. Une nuit, un homme en fuite surgit, pourchassé par la police politique braslave. Les scouts l'aident à se cacher. L'homme, mourant, leur explique être Stanislas Kubcic, l'ancien secrétaire privé du Roi Iaroslav VI, renversé par Slov après la Seconde Guerre mondiale. Kubcic demande aux scouts de retrouver l'héritier du trône braslave, Micza II, né juste après la guerre et de lui révéler où se trouvent le trésor royal et les archives secrètes, qui lui permettront de retrouver son trône. Le fugitif s'éteint peu après avoir livré son secret. Les scouts ont, à présent, une difficile et dangereuse mission...

### Personnages
Les scouts :
- Poulain, chef de patrouille
- Chat
- Faucon
- Tapir
- Mouche

Les autres personnages :
- Stanislas Kubcic : ancien secrétaire du Roi de Braslavie, Iaroslav VI
- Slov : dictateur braslave
- Micza II : héritier de la couronne braslave
- Professeur Fournier : médecin français de la Reine
- Grand-Duc Dragomir : cousin d'Iaroslav VI
- Madame Rostain : nourrice française de la Reine et grand-mère adoptive de Micza II

## Publication

### Revues
Publié dans Spirou du 9 janvier (n° 1343) au 4 juin 1964 (n° 1364).

### Album
Publié en album en 1965, aux éditions Dupuis. Il a ensuite été réédité en 1971 (avec un numéro 13, sur la couverture) et en mai 1987 (en album cartonné). Il a ensuite été réédité dans le 4e tome de la série Tout MiTacq, Les Castors - Du mas au palais , publié en 1991 et dans le 4e tome de L'intégrale de la Patrouille des Castors, en février 2013.

### Couverture de l'album
La couverture de l'album représente Tapir, un bâton à la main surprenant un ours dans la tente à provision.